# آدام هولندر
آدام هولندر (لهستانی: Adam Holender؛ زادهٔ ۱۳ نوامبر ۱۹۳۷) فیلم‌بردار و کارگردان فیلم اهل لهستان است.
از فیلم‌هایی که وی در آن‌ها نقش داشته‌است، می‌توان به کابوی نیمه‌شب و کشتن یک کشیش اشاره نمود.